# Vozvrasjjenije musjketjorov, ili Sokrovisjja kardinala Mazarini
Vozvrasjjenije musjketjorov, ili Sokrovisjja kardinala Mazarini (russisk: Возвращение мушкетёров, или Сокровища кардинала Мазарини, da.: Musketerernes tilbagevenden eller Kardinal Mazarins skatte) er en russisk spillefilm fra 2007 instrueret af Georgij Jungvald-Khilkevitj.

## Medvirkende
- Mikhail Bojarskij som d'Artagnan
- Veniamin Smekhov som Athos
- Igor Starygin som Aramis
- Valentin Smirnitskij som Porthos
- Alisa Freindlich som Anne
- Jurij Vasiljev